# Santa Cruz Yodocono
Santa Cruz Yodocono är en ort i Mexiko.   Den ligger i kommunen Magdalena Yodocono de Porfirio Díaz och delstaten Oaxaca, i den sydöstra delen av landet, 290 km sydost om huvudstaden Mexico City. Santa Cruz Yodocono ligger 2 383 meter över havet och antalet invånare är 380.
Terrängen runt Santa Cruz Yodocono är lite bergig. Runt Santa Cruz Yodocono är det glesbefolkat, med 10 invånare per kvadratkilometer. Närmaste större samhälle är Asunción Nochixtlán, 18,3 km nordost om Santa Cruz Yodocono. Trakten runt Santa Cruz Yodocono består i huvudsak av gräsmarker.